# National Motorcycle Museum
O National Motorcycle Museum (em português: Museu Nacional da Motorcicleta) é um museu localizado em Anamosa, uma das cidade do estado americano de Iowa. Fundado em 1989 por construtores e pilotos, o museu é temático e dedicado as motocicletas.
O seu acervo é composto de motos históricas e de competições, placas de pistas, documentos, fotos, cartões postais, cartazes de filmes e competições, entre outras atrações não só dos Estados Unidos, como de outros países, incluindo Japão, Inglaterra, França e outras nações europeias. Além da coleção permanente, o museu apresenta motocicletas emprestados por colecionadores de todo o mundo.
Entre as máquinas icônicas expostas, esta um raro exemplar da empresa Detroit Motorcycle Manufacturing Co. fabricado em 1911, um modelo de 1938 da Crocker e a Harley Davidson (a única original restante) usada pelo personagem Wyatt (Peter Fonda) no filme Easy Rider e denominada de "Capitão América". Este exemplar era de um colecionador e ficou exposta por mais de 12 anos no museu e em 2014 a motocicleta foi leiloada.

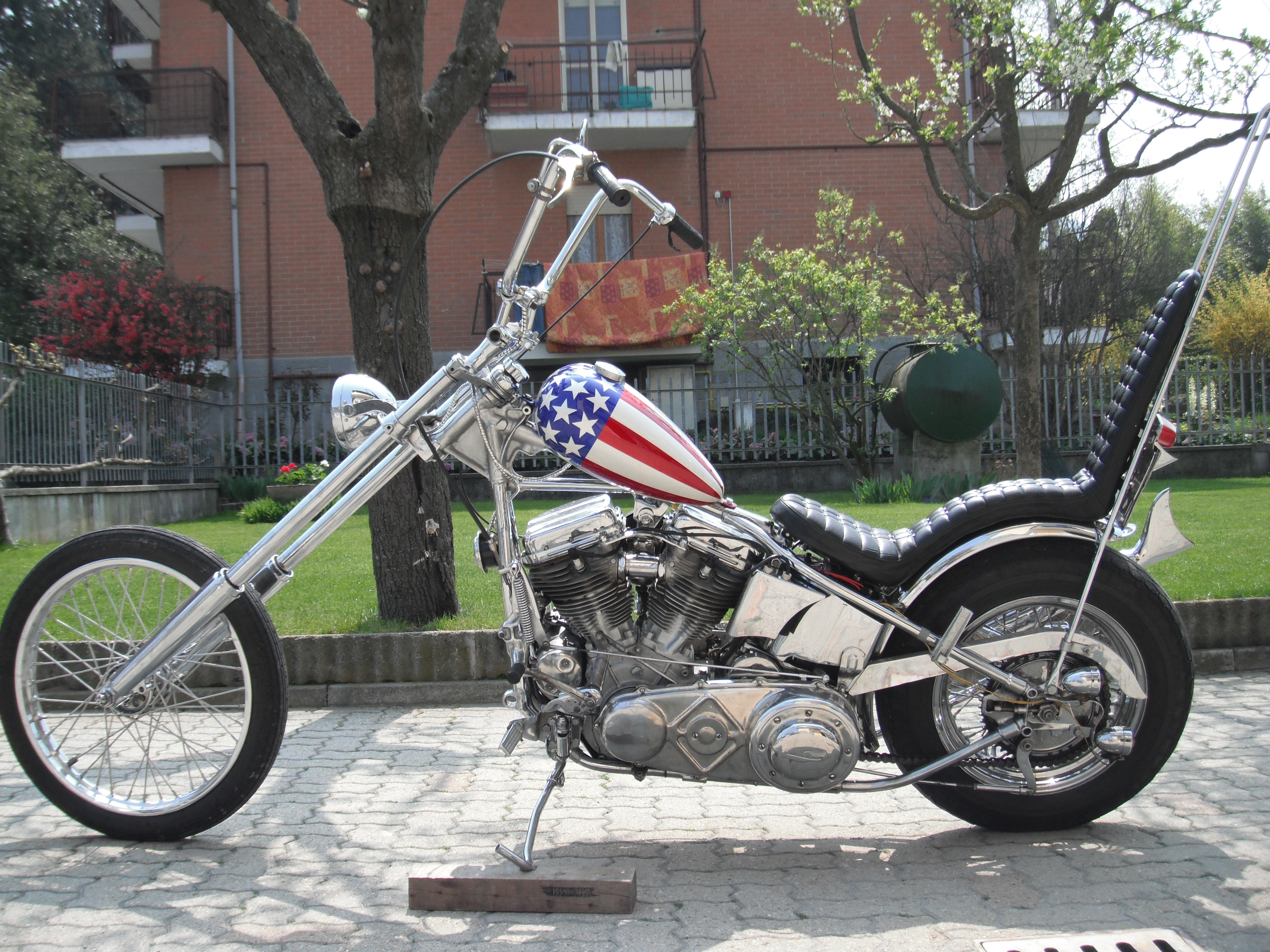
Réplica da Harley Davidson Capitão América. A original ficou exposta no museu por 12 anos